# Guo Yufang
Guo Yufang (郭裕芳S; Luoyang, 15 marzo 1999) è una pistard cinese.

## Palmarès

### Pista
- 2018

Campionati asiatici, Velocità a squadre (con Zhong Tianshi e Song Chaorui)
- 2019

Campionati asiatici, Velocità a squadre (con Zhong Tianshi e Lin Junhong)
- 2022

2ª prova Coppa delle Nazioni 2022, Velocità a squadre (Cali, con Yuan Liying e Zhang Linyin)
- 2023

2ª prova Coppa delle Nazioni 2023, Velocità a squadre (Il Cairo, con Bao Shanju e Yuan Liying)
Campionati asiatici, Velocità a squadre (con Bao Shanju e Yuan Liying)

## Piazzamenti

### Competizioni mondiali
- Campionati del mondo su pista

Aigle 2016 - Velocità a squadre Junior: 3ª
Aigle 2016 - 500 metri a cronometro Junior: 2ª
Aigle 2016 - Velocità Junior: 2ª
Aigle 2016 - Keirin Junior: 3ª
Apeldoorn 2018 - Velocità: 27ª
Pruszków 2019 - Velocità a squadre: 8ª
Pruszków 2019 - 500 metri a cronometro: 18ª
Saint-Quentin-en-Yvelines 2022 - Velocità a squadre: 2ª
Saint-Quentin-en-Yvelines 2022 - 500 metri a cronometro: 3ª
Glasgow 2023 - Velocità a squadre: 3ª
Glasgow 2023 - 500 metri a cronometro: 7ª